# Физиците се шегуват
„Физиците се шегуват“ е хумористична книга на издателство „Мир“, 1966 година. Тя е първата от поредица книги, последвана от „Физиците продължават да се шегуват“ (1968) и „Физиците не престават да се шегуват“ (1992). Книгите съдържат специфичен научен хумор и са известни най-вече в средите на учените по света. „Физиците се шегуват“ е станал почти нарицателен емблематичен израз сред физиците.